# 佐多旧薬園

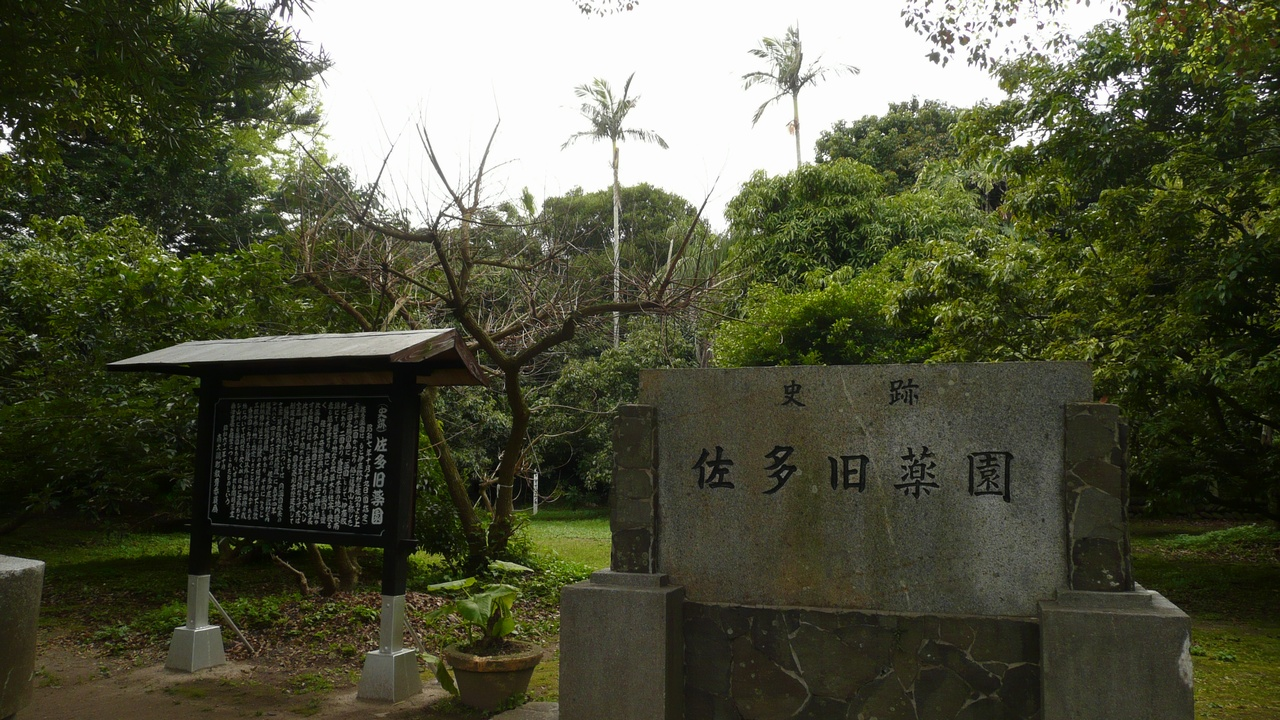

佐多旧薬園（さたきゅうやくえん）は、鹿児島県肝属郡南大隅町佐多伊座敷にある薩摩藩直営の植物園跡。

## 概要
島津氏25代当主の島津重豪は"蘭癖大名"で知られ、向学と藩財政への貢献のために植物園事業に力を入れていた。佐多薬園は島津重豪家老の新納時升が藩主にリュウガンを献上するために宝暦年間頃開発したのが始まりといわれるが、史料でも正確な設置年月日を明らかにすることが出来ない。
その後琉球経由で輸入した南方の植物を中心に植えられ、園内にはリュウガンの他にレイシ、アカテツ、オオバゴムノキなど熱帯植物が繁茂していた。最も古い「山川薬園」、鹿児島城に近い「吉野薬園」と共に「三薬園」と呼ばれ、藩財政に貢献したが、廃藩置県の時に廃止された。
山川、吉野の2カ所がほとんど現状を留めていないのに対し、佐多薬園は30アールの土地に藩政当時の植物がそのまま植わっており、貴重な場所として昭和7年（1932年）10月9日に国の史跡となった。現在は園内を無料で見学できる。

## 交通アクセス
垂水市の垂水港から路線バス「佐多・大泊」行き利用、70分。「薬草園前」下車すぐ
交通不便な場所にあるため自動車利用の方が便利である（国道269号線を佐多岬方向へ南下、無料駐車場有り）